# 急性期タンパク質
急性期（急性相）タンパク質（きゅうせい き/そう タンパク質、英: acute phase protein、略称: APP）は、炎症に応答して血漿中の濃度が上昇または低下するタンパク質群を指す。この応答は急性期反応（急性期応答、acute phase reaction/response）と呼ばれている。急性期反応は、発熱と末梢白血球の増加、特に循環好中球とその前駆細胞の増加によって特徴づけられる。また、急性期タンパク質は急性期反応物質（acute phase reactant: APR）とも呼ばれる。
傷害に応答して、局所免疫細胞（好中球、顆粒球、マクロファージ）はいくつかのサイトカインを血中に分泌する。代表的なものは、IL-1、IL-6、TNFαである。肝臓は多くの急性期タンパク質を産生することで応答を行う。それと同時に、いくつかのタンパク質の産生は減少する（"negative" acute phase proteinと呼ばれる）。肝臓での産生による急性期タンパク質の増加は、敗血症の促進にも寄与している可能性がある。

## 合成の調節
TNF-α、IL-1β、そしてIFN-γは、プロスタグランジンやロイコトリエンなどの炎症性メディエーターの発現に重要であり、また血小板活性化因子やIL-6の産生も引き起こす。クッパー細胞は炎症性サイトカインによる刺激後にIL-6を産生し、肝細胞へ提示する。IL-6は肝細胞によるAPPの分泌の主要なメディエーターである。APPの合成はコルチゾールによっても間接的に調節されている。コルチゾールは肝細胞のIL-6受容体の発現を高め、IL-6を介したAPPの産生を誘導する。

## 急性期に増加するタンパク質
APPは自然免疫系の一部としてさまざまな生理的機能を果たしている。C反応性蛋白、マンノース結合レクチン、補体、フェリチン、セルロプラスミン、血清アミロイドA、ハプトグロビンなど、その一部は微生物を破壊したり増殖を阻害したりする役割を果たす。セルピンは炎症応答に対するネガティブフィードバックとして機能し、α2-マクログロブリンや凝固因子は血液凝固を主に刺激する役割を果たす。こうした凝血促進作用は病原体を局所の凝血塊中へ捕捉することで、感染を制限している可能性がある。
| タンパク質                                           | 免疫系における機能 |
| ---------------------------------------------------- | --- |
| C反応性蛋白                                          | 微生物に対するオプソニン （マウスではAPPではない）                                                                         |
| 血清アミロイドP                                      | オプソニン |
| 血清アミロイドA                                      | - 炎症部位への免疫細胞のリクルート - 細胞外マトリックスを分解する酵素の誘導                                                |
| 補体系因子                                           | - 標的細胞のオプソニン化、溶解、凝集 - 走化性                                                                              |
| マンノース結合レクチン                               | 補体活性化のレクチン経路                                                                                                   |
| フィブリノゲン、プロトロンビン、第VIII因子、vWF因子  | 凝固因子として、侵入微生物を凝血塊中に捕捉する。一部は走化性を引き起こす                                                   |
| プラスミノーゲンアクチベーターインヒビター1（PAI-1） | 組織プラスミノーゲン活性化因子（tPA）を阻害することで凝血塊の分解を防ぐ                                                    |
| α2-マクログロブリン                                  | トロンビンの阻害による凝血の阻害、プラスミンの阻害による線維素溶解の阻害                                                   |
| フェリチン                                           | 鉄に結合し、微生物による取り込みを阻害する                                                                                 |
| ヘプシジン                                           | フェロポーチンのインターナリゼーションを促進し、腸管のエンテロサイトやマクロファージ内でフェリチンに結合した鉄の放出を防ぐ |
| セルロプラスミン                                     | 鉄を酸化してフェリチンを促進し、微生物による鉄の取り込みを防ぐ                                                             |
| ハプトグロビン                                       | ヘモグロビンへの結合による微生物への鉄取り込みの阻害、腎臓損傷の防止                                                       |
| オロソムコイド                                       | ステロイドのキャリア |
| α1-アンチトリプシン                                  | セルピンとして炎症をダウンレギュレーションする                                                                             |
| α1-アンチキモトリプシン                              | セルピンとして炎症をダウンレギュレーションする                                                                             |

## 急性期に減少するタンパク質
急性期に減少するタンパク質（negative acute phase proteins）には、アルブミン、トランスフェリン、トランスサイレチン、レチノール結合蛋白、アンチトロンビン、トランスコルチンなどがある。こうしたタンパク質の減少は炎症マーカーとしての利用の可能性がある。こうしたタンパク質の合成低下の生理的役割は、一般的には急性期に増加するタンパク質群をより効率的に産生するための、アミノ酸の節約である。理論的には、トランスフェリンはトランスフェリン受容体のアップレギュレーションによってさらに減少させることが可能であるが、トランスフェリン受容体には炎症に伴う変化は生じないようである。

## 臨床的意義
APPの測定、特にC反応性蛋白（CRP）の測定は、医学と獣医学の双方において、臨床における炎症の有用なマーカーとなる。CRPと赤血球沈降速度（ESR）はどちらも炎症マーカーとして広く用いられる指標であり、両者の相関は統計的には有意である可能性があるが、矛盾する結果がみられる患者も多い。ESRの上昇はフィブリノゲンなどの上昇に大きく影響され、こうしたタンパク質の半減期は長いため、炎症の解消後、正常値に戻るまでには数週間かかる場合がある。対照的に、CRPは迅速に上昇し、また半減期が短い（4時間から7時間）ため炎症が沈静化した場合には迅速に正常範囲へと戻る。全身性エリテマトーデスの場合には、ESRは上昇しているもののCRPは正常である場合がある。
また、APPの測定は肝切除後の肝不全の指標としての可能性も提唱されている。